# Cacateel (norra Chilón kommun)
Cacateel är en ort i Mexiko.   Den ligger i kommunen Chilón och delstaten Chiapas, i den sydöstra delen av landet, 800 km öster om huvudstaden Mexico City. Cacateel ligger 404 meter över havet och antalet invånare är 249.
Terrängen runt Cacateel är lite bergig, och sluttar norrut. Runt Cacateel är det ganska tätbefolkat, med 54 invånare per kvadratkilometer. Närmaste större samhälle är San Juan Tulija, 6,9 km öster om Cacateel. I omgivningarna runt Cacateel växer i huvudsak städsegrön lövskog.